# 命元夫人
命元夫人（?—?）昔氏，朝鮮三國時代新羅第11代君主助賁尼師今的女儿，第16代君主訖解尼師今的母亲。
命元夫人是第11代君主助賁尼師今和阿爾兮夫人的女儿，嫁给了阿爾兮夫人的兄弟昔于老。阿爾兮夫人、昔于老的父亲昔伊買和助賁尼師今的父亲昔骨正，都是第9代君主伐休尼師今的儿子。沾解尼師今七年（253年），昔于老前往倭军军中谈判，为倭军所执，被火烧死。味邹尼师今在位时，倭国大臣来到新罗行聘礼。命元夫人私自宴请，待其大醉之后，派人将他拉到庭院中烧死，为丈夫报仇。基臨尼師今十三年（310年）第15代君主基臨尼師今去世后，命元夫人和昔于老的儿子昔訖解即位，为訖解尼師今。